# Geert Van Goethem
Geert Van Goethem (Hamme, 19 maart 1957) is een Belgisch professor en voormalig politicus voor de sp.a.

## Levensloop
Van Goethem studeerde in 1980 af als licentiaat in de geschiedenis aan de Rijksuniversiteit Gent en behaalde in 2001 tevens een doctoraat in de sociale wetenschappen aan de Universiteit van Amsterdam.
In 1982 werd hij wetenschappelijk medewerker bij het AMSAB-Centrum Louis Major in Antwerpen, een onderzoekscentrum naar de geschiedenis van sociale en humanitaire beweging. In 1984 werd hij er hoofd van het departement Archief en van 1990 tot 1998 was hij directeur van het AMSAB-Centrum Louis Major. In 2001 werd Van Goethem adjunct-directeur van het Amsab-Instituut voor Sociale Geschiedenis in Gent en van 2010 tot 2022 was hij directeur van dit instituut. Daarnaast is hij sinds 1 april 2010 actief als gastprofessor sociale geschiedenis aan het Departement Geschiedenis van de Universiteit Gent en was hij van 2013 tot 2018 secretaris van de International Association of Labour History Institutes (IALHI). Tevens werd hij lid van het bestuur van de Internationale Tagung der Historiker (ITH) en voorzitter van Archiefbank Vlaanderen en het Overleg Landelijke Archieven Vlaanderen (OLAV).
Van Goethem werd ook politiek actief bij de socialistische partij SP (vanaf 2001 sp.a) en stond voor deze partij bij de verkiezingen van mei 1995 als opvolger op de kieslijst voor de Senaat. Van april tot september 1998 was hij effectief senator als opvolger van toenmalig minister van Binnenlandse Zaken Louis Tobback. In de Senaat had Van Goethem zitting in de commissie Financiën en Economische Aangelegenheden. Na afloop van zijn mandaat was Van Goethem van 1998 tot 1999 raadgever op het kabinet van toenmalig Vlaams minister Steve Stevaert. Ook was hij gemeenteraadslid van Hamme van 1995 tot 2012.
- Bibliothèque nationale de France: cb157739043 (data)
- Gemeinsame Normdatei: 1046873253
- International Standard Name Identifier: 0000 0000 3125 9200
- Library of Congress Control Number: n00030778
- Nationale Bibliotheek van Israël: 987007453950805171
- Nederlandse Thesaurus van Auteursnamen: 072421398
- ORCID: 0000-0001-8284-4888
- Système universitaire de documentation: 07331918X
- Virtual International Authority File: 44633457
- WorldCat: E39PBJw4H3HjDqyCyFBcQWMF8C